# النظرة البروتستانتية عن مريم

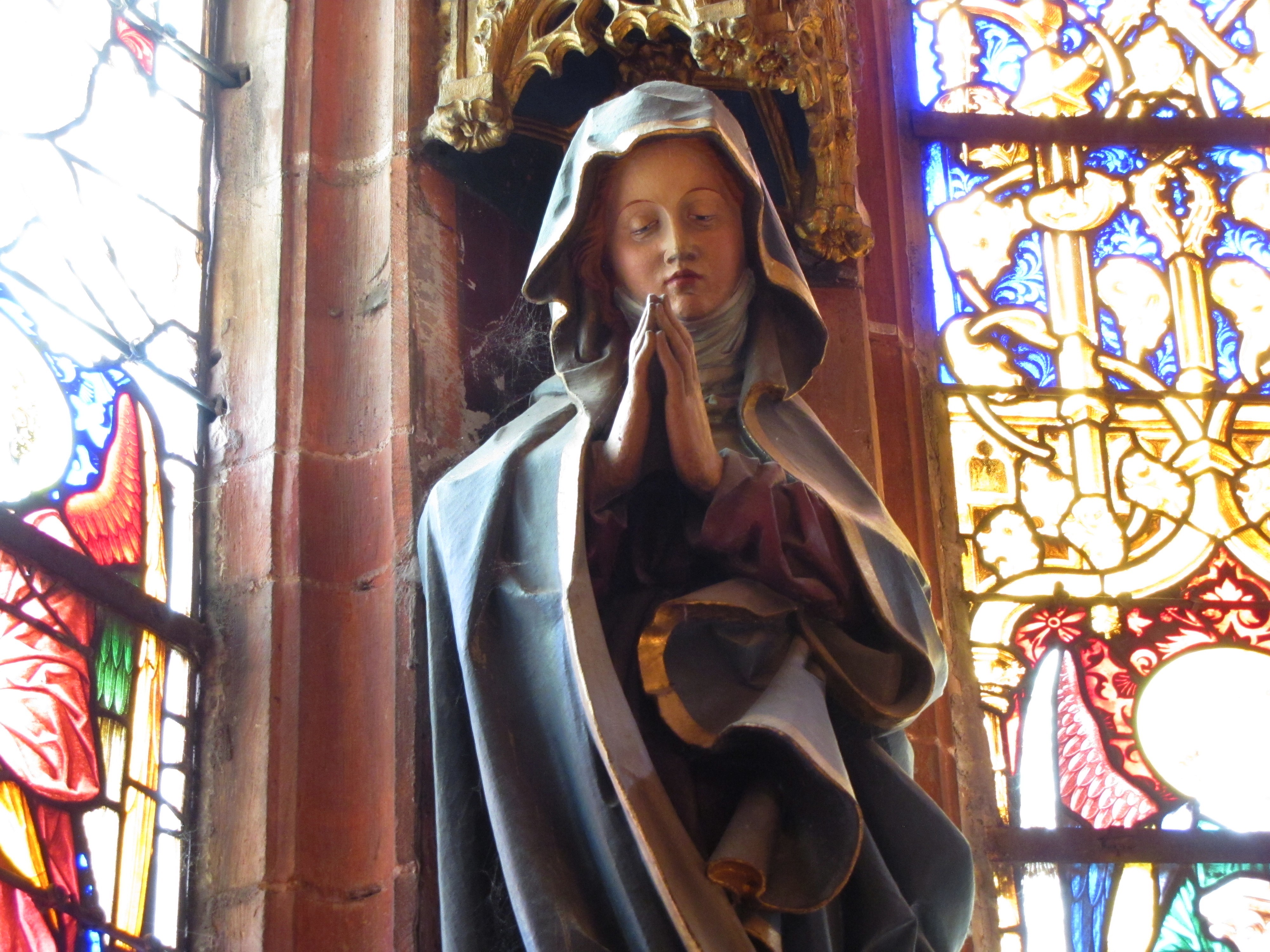
تمثال مريم العذراء في كنيسة سانت بيير لو جون البروتستانتية في ستراسبورغ.

تشتهر البروتستانتية بتعدد المدارس والأفكار، وبالتالي تعدد وجهة النظر تجاه مريم العذراء، هناك الكنيسة اللوثرية ووالكنيسة الأنجليكانية وعموم الكنائس البروتستانتية الأسقفية، تكرم مريم العذراء بشكل مشابه لسائر الطوائف المسيحية؛ غير أن عددًا آخر من الطوائف خصوصًا في الولايات المتحدة الإمريكية تختلف وجهة نظرهم عن وجهة النظر التقليدية في المسيحية، فهي ليست ببتول بعد ولادتها يسوع وربما أنجبت أولادًا وتابعت حياتها كسائر النساء بعد ولادته استنادًا إلى تفسير خاص لبعض آيات الكتاب المقدس، ولا وجود لشفاعتها أو تخصيص أعياد أو تذكارات خاصة بها، وغالبًا ما يعطي البروتستانت مثلاً بكونها العلبة التي احتضنت الجوهرة، والتي فقدت أهميتها بعد ما أخذت الجوهرة.
كتابات مؤسسي البروتستانتية الأوائل مدحوا العذراء وكرموها، فدعاها مارتن لوثر ‘أعظم امرأة’ وقال أنه لا يوجد شيء كافي لتكريمها، واعترف بالبتولية الدائمة، أما زونجلي في صرح: لدي احترام هائل لوالدة الله؛ وكلما زاد تكريم وتعظيم يسوع بين البشر كذلك يجب أن يكون لمريم. وكذلك فعل جون كالفن وعدد آخر من القُسس. يقر البروتستانت أيضًا أن مريم هي “المباركة بين النساء”،لوقا 42/1] ويعتبرونها “خادمة لمشيئة الله”.

## عبادة مريم
عبادة مريم العذراء أو تقديسها، هو مصطلح ابتدأ باستعماله عدة مجموعات بروتستانتية في القرنين الثامن عشر والتاسع عشر، ويقصدون به الالتزامات التقديسية الكاثوليكية تجاه مريم، ويعتقدون أن هذه الممارسات بلغت حد الغلو، وقد تُلهي عن عبادة الله، بل هي تقارب الوثنية.
تنوعت اتجاهات هذه النزعة بتغير الزمن، فكان بعض البروتستانتيين قد لانت آراؤهم في هذه المسألة، بينما اشتدت آراء آخرين منهم في القرن الحادي والعشرين، فمن ذلك أن معترضين منهم رفعوا رايات الاستنكار ضد موكبَ الإنجلكانيين والكاثوليك في يوم احتفالهم بسيدتنا الوالسينغهامية في 6 مايو عام 2006 في أنكلترا.ومن ناحية اخرى قامت مجموعات بروتستانتية بقول ان الأرثوذكسية ايضا يعبده مريم